# Michnowskie osiedle wiejskie
Michnowskie osiedle wiejskie (ros. Михновское сельское поселение) – jednostka administracyjna (osiedle wiejskie) wchodząca w skład rejonu smoleńskiego w оbwodzie smoleńskim w Rosji.
Centrum administracyjnym osiedla wiejskiego jest wieś (ros. деревня, trb. dieriewnia) Michnowka.

## Geografia
Powierzchnia osiedla wiejskiego wynosi 112,46 km², a jego główną rzeką jest Dniepr. Przez terytorium jednostki przechodzi droga federalna A141 (Orzeł – Witebsk).

## Historia
Osiedle powstało na mocy uchwały obwodu smoleńskiego z 28 grudnia 2004 r. (z późniejszymi zmianami w uchwale z dnia 29 kwietnia 2006 roku).

## Demografia
W 2010 roku osiedle wiejskie zamieszkiwało 1778 mieszkańców.

## Miejscowości
W skład jednostki administracyjnej wchodą 23 wsie: Aleksandrowka, Aleksino, Borowaja, Bucenino, Chlewiszczeno, Curkowka, Czekulino, Diemidowka, Diemienszczina, Drowietczino, Froły, Gorochowka, Jasiennaja, Kamienszczina, Katyń-Pokrowskaja, Korieniewszczina, Ługowcy, Michnowka, Skurkino, Slizniewo, Szpaki, Tieleszy, Ufinje.